# Johannes Bückler
Johannes Bückler (Miehlen, 1779 – Magonza, 21 novembre 1803) è stato un criminale tedesco.
Soprannominato in tedesco Schinderhannes, "Hannes lo scorticatore", ha capeggiato una delle bande più attive nella storia tedesca ed è responsabile di un grande numero di reati tra cui furti, rapine ed estorsioni.

## Biografia
Figlio di Johann ed Anna Maria Bückler, Johannes venne accusato già a quindici anni di furto di pellame e, in seguito, anche di omicidio assieme ad alcuni complici (alcuni suoi ammiratori sostengono che le prove documentate a sostegno delle accuse non siano sufficienti per determinare la colpevolezza di Johannes). 
All'età di vent’anni, comunque, Johannes è già implicato in innumerevoli reati. Egli effettua le proprie scorribande soprattutto tra le due sponde del Reno, al confine tra la Francia e il Sacro Romano Impero: i suoi difensori sostengono, senza però presentare prove documentate, che la popolazione tedesca del lato occidentale sotto oppressione francese, fosse favorevole alle razzie di un fuorilegge di origine tedesca. In ogni caso, egli rivolse spesso le proprie attenzioni verso il patrimonio di cittadini ebrei e sempre in compagnia di diversi complici.
Attorno all'anno 1800 la popolarità di Schinderhannes raggiunge il proprio apice, anche grazie al fatto che spesso egli commette reati insieme a complici che cambiano costantemente. Sempre i suoi difensori affermano che a volte si facesse aiutare dai senzatetto per organizzare furti di sussistenza. Nello stesso anno il governo generale francese intensifica l'azione finalizzata alla cattura di Bückler che, sotto lo pseudonimo di Jacob Ofenloch, stava avviando un'attività commerciale sulla sponda orientale del Reno dove conobbe la sua unica amante, Juliana Blasius. Nel 1801 Bückler e i suoi compagni vanno a vivere nella torre diroccata di Simmern.
Il 31 maggio 1802, a causa dell'inasprimento della sorveglianza francese, Bückler cercò di arruolarsi nell'esercito austriaco sotto un altro pseudonimo, Jakob Schweikart, ma venne riconosciuto da un ex complice, consegnato ai francesi e imprigionato nella Torre di Legno di Magonza. 
Juliana Blasius venne accusata di essere sua complice. Schinderhannes - durante i sedici mesi successivi - decide di testimoniare contro cento suoi ex complici. Molti di loro verranno condannati a morte proprio per le accuse del loro ex capo, che si comporta come un "pentito" in termini moderni.
Il 24 ottobre 1803 iniziò il processo, che si concluse con la condanna a morte per ghigliottina, comminata, nonostante la collaborazione, a Bückler stesso e a diciannove suoi complici da lui accusati. L'esecuzione si tenne il 21 novembre 1803 alle porte di Magonza davanti a una folla che i suoi ammiratori affermano essere stata di trentamila persone, che a loro avviso, volevano porgere l'ultimo saluto al "Robin Hood tedesco".

## Johannes Bückler nel teatro e al cinema
La figura di Bückler ha ispirato un lavoro teatrale del commediografo Carl Zuckmayer, che nel 1928 firmò anche la sceneggiatura di un film dal titolo Schinderhannes, diretto da Kurt Bernhardt (il futuro regista di Hollywood Curtis Bernhardt) e interpretato da Hans Stüwe e Lissy Arna. Ne venne fatto un remake nel 1958, diretto da Helmut Käutner e con protagonisti Curd Jürgens e Maria Schell, che in Italia uscì con il titolo Lo scorticatore.